# Huidevettersstraat

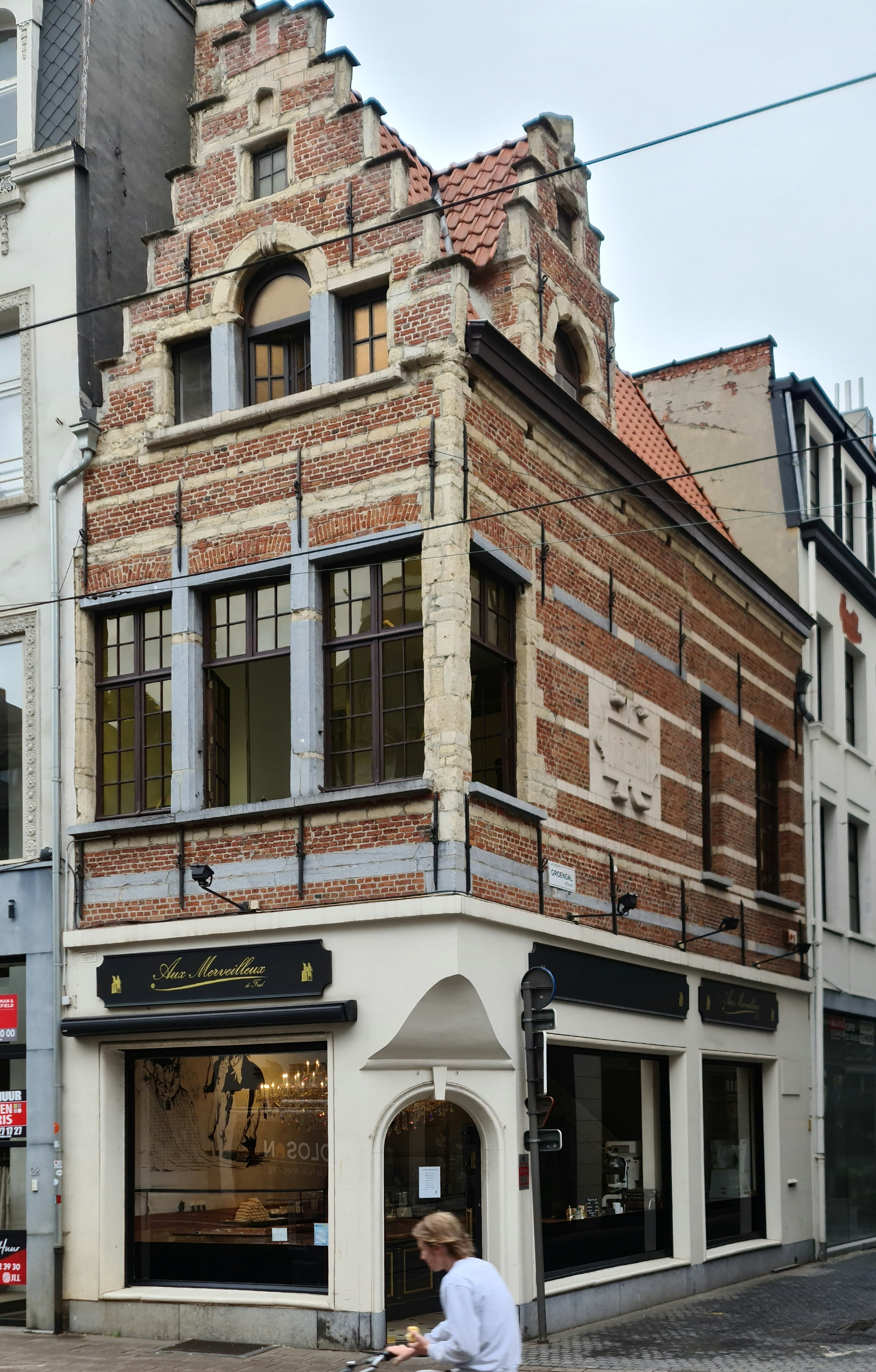
Het Gulde Hert

De Huidevettersstraat is een winkelstraat in de oude binnenstad van Antwerpen. Ze loopt tussen de Meir en Lange Gasthuisstraat. De straat bestaat voornamelijk uit gebouwen uit de 19de eeuw met gelijkvloerse winkelfunctie. 

## Geschiedenis
De straat ontstond vermoedelijk in de tweede helft van de 14de eeuw als Huydevettersstraet. Net als andere oude Antwerpse straten werd ze genoemd naar de veelvuldig aanwezige activiteit: de huidevetterijen en leerlooierijen. 
In de 16de eeuw hadden meerdere Florentijnse kooplieden er een vestiging. Gaspar Ducci bezat een hotel in de straat, later gekend als hotel Van de Werve. Dit hotel met binnenplaats was versierd met uitzonderlijke zolderschilderingen en een schouw met de Marteldood van de Heilige Laurentius. Deze schouw is nu terug te vinden in het Sterckxhof. 
Eén van de oudste overblijvende huizen is Het Gulde Hert op huisnummer 26. Dit is een traditioneel diephuis met trapgevel van omstreeks 1506 op de hoek van Huidevettersstraat en Groendalstraat.
In de 20ste eeuw werden veel grondverdiepingen verbouwd tot winkelruimten waarbij de eenheid met de oudere bovenliggende originele architectuur verloren ging. In de straat vindt men ook hotels en kantoren.

## Aangrenzende straten
- Groendalstraat
- Jodenstraat
- Korte en Lange Gasthuisstraat
- Komedieplaats
- Meir
- Schuttershofstraat